# G. Callen
L'agent spécial G. Callen (né Grisha Alexandrovich Nikolaev), interprété par Chris O'Donnell, est un personnage fictif de la série NCIS : Los Angeles.

## Biographie
Callen est un agent spécial du Naval Criminal Investigative Service (NCIS), et travaille à l’Office of Special Projects OSP (OPS - Office des projets spéciaux), sous les ordres de Hetty Lange. Le personnage apparaît pour la première fois dans le double-épisode introductif de la série, mais il s'avère que Hetty et lui se sont rencontrés trois ans auparavant.
Avant d'intégrer le NCIS, il a travaillé pour la CIA, le FBI et la DEA, qui l'ont renvoyé.
C'est une connaissance de l'agent spécial Jethro Gibbs du NCIS, avec qui il a servi en Serbie, de l'agent spécial Tobias Fornell du FBI, ainsi que de l'agent Trent Kort, de la CIA.
Son prénom entier, Grisha Alexandrovich Nikolaev, était  un mystère avant l'épisode 16 de la saison 7, seule la première lettre, G, était connue. Seules les personnes qu'il estime dignes de confiance peuvent l'appeler « G » et, parmi elles, figure son coéquipier, l'agent spécial Sam Hanna.
Le faux certificat de décès montré par Hetty à Alexa Comescu indique le 11 mars 1970 comme date de naissance de Callen. Il serait donc quadragénaire. 
Son passé est trouble. Orphelin, Callen est à la recherche d'indices sur sa famille et son passé, thème qui revient régulièrement au centre de certains épisodes.
Il passe de famille d'adoption en famille d'adoption ; entre ses 5 et 18 ans il totalise 37 foyers différents. Il en changeait très fréquemment, parfois toutes les semaines. Un de ses frères adoptifs, de 2 ans son aîné, est mort battu par le père adoptif devant lui. Alors qu'il a 14 ans, il reste trois mois chez une famille russe, d'où sa maîtrise de la langue. C'est son plus long séjour dans un foyer et il y rencontre Alina Rostoff, une jeune fille qu'il considère comme sa petite sœur. Il la recroise dans le double-épisode qui introduit la série, engagée par Arkady Kolcheck, un ancien agent du KGB et contact de Callen, pour le prévenir d'un contrat sur lui. Mais elle est assassinée au début de l'épisode Personnel et Confidentiel. 
Il avait une sœur biologique qui est morte à l'âge de 11 ans, Amy Callen. Son identité est usurpée par une femme qui prétend être la sœur de Callen mais qui était en réalité une amie de celle-ci lorsqu'elles vivaient en orphelinat.
Le premier épisode de la troisième saison apporte de nombreuses informations sur la famille de Callen. 
Il s'avère que son grand-père était un agent de l'OSS en service en Roumanie, ayant tué de nombreux membres d'une importante famille roumaine, les Comescu, et tué à son tour par ces derniers. Depuis, les deux familles sont en conflit. La mère de Callen, engagée plus tard par la CIA, retourna en Roumanie, et, de ce fait, Callen passa une importante partie de son enfance sur la côte roumaine de la Mer Noire. La mère de Callen est exécutée par les Comescu sur une plage de la Mer Noire. Callen se rappelle avoir reçu un soldat de plomb d'un homme inconnu, lors de cet assassinat.
Dans ce même épisode, Callen réunit son équipe (Sam, Kensi et Deeks) et tue tous les Comescu présents (Ilena, dont l'identité a été usurpée par Lauren Hunter, qui vit heureuse avec son mari et qui a déserté car elle ne voulait plus entendre parler de sa famille et Darius qui a été adopté). Dracul Comescu réussira à s'enfuir mais sera abattu plus tard lors de sa confrontation avec l'équipe de Callen et du 5-0, mené par le lieutenant Daniel "Danny" Williams, finissant la Famille Comescu pour de bon lors du crossover NCIS Los Angeles / Hawaii 5-0. 
Plus tard, au retour d'Hetty à la tête de l'équipe (épisode La voix de la rébellion), Callen apprend par celle-ci qu'elle était chargée de protéger sa mère, mais en vain. Elle lui révèle en effet que sa mère, Clara, était sous ses ordres lorsqu'elle retourna en Roumanie. Après un an de mission, elle disparut pendant six ans, avant de réapparaître avec ses deux enfants, G. et Amy. Hetty était alors chargée de les rapatrier aux États-Unis. Ayant échoué, elle ignore comment les deux enfants y ont été ramenés. Néanmoins, elle s'occupera plus tard de placer Callen dans une famille d'accueil. C'est elle qui a rédigé la liste de tous les orphelinats et foyers d'accueil de Callen, découverte dès la première saison.
Dans l'épisode 9 de la saison 8, on apprend que Callen a une demi-sœur et un neveu.

## Compétences
En plus de l'anglais, Callen maîtrise plusieurs langues dont le français, le pachtoune, l'allemand (avec un accent anglais, tel un autrichien), l'italien (avec un accent du Nord), l'espagnol, et parfaitement le russe. Il possède également de bonnes notions de tchèque, de roumain et de tchétchène. Callen est un caméléon, un homme né pour travailler sous couverture et capable d'assimiler un personnage très rapidement. C'est également un leader confirmé, du fait de son expérience.

## Relations avec ses collègues
Callen a pour coéquipier Sam Hanna. Ils forment un duo depuis 7  ans et ont parfaitement confiance l'un en l'autre. Ils entretiennent une relation amicale.
Dans l'épisode Légende, Sam sauve la vie de Callen après qu'il s'est fait tirer dessus. En outre, Sam est le seul membre de l'équipe à appeler Callen « G. ». Le duo montre une certaine complémentarité ; ainsi, Callen est une personne relativement pessimiste alors que Sam est optimiste. Callen dit à ce propos : « Sam voit le verre à moitié plein. Je le vois à moitié vide. »
Callen s'entend globalement bien avec le reste des membres de l'équipe et sa supérieure Hetty. 
Lorsque cette dernière est temporairement remplacée par Lauren Hunter au début de la troisième saison, Callen s'oppose durement à elle, alors qu'il sait qu'elle détient d'importantes informations sur son passé.
En bon leader, il s'opposera également plus tard au directeur-adjoint Granger lorsque ce dernier remettra en cause les capacités d'Hetty à diriger le service.